# Litografija
Litografija ali kamnotisk je grafična tehnika odtisa risbe s kamnite plošče na papir. 
Litografija predstavlja enega najpomembnejših tiskovnih postopkov za razmnoževanje narisanih slik. Postopek je med letoma 1796 in 1798 iznašel Nemec Aloys Senefelder iz Münchna. V veljavi je bila od srednjega veka dalje. Na litografijah so upobljeni predvsem gradovi, cerkve in kraji. Litografije predstavljajo najstarejše upodobitve, poleg tega pa posredno prikazujejo in pričajo o načinu življenja in oblačilnem videzu ljudi. Prednosti litografije pred bakrorezom in lesorezom je v tem, da omogoča zelo hitro delo in visoko naklado. Postopek so največ uporabljali pri tiskanju časopisov, zaradi česar je zgodovina litografij neločljivo povezana s časopisno ilustracijo. Leta 1817 se pojavijo barvne litografije, pri kateri so uporabili od devet do enajst barvnih plošč za natis ene slike. 
Pomembnejši zbirki litografij, ki prikazujeta slovenske kraje, sta zbirka Vischerjevih litografij ter Stara in Nova Kaiserjeva Suita.
Pri litografiji se tako kot pri usnjarstvu uporablja ena od kislin, največkrat oksalna kislina oziroma (COOH)2.